# Експлорер-1
«Експлорер-1» (англ. Explorer — Дослідник) — перший американський штучний супутник Землі. Запущений під час міжнародного геофізичного року 1 лютого 1958 року о 3:48 UTC. Передавання даних припинилося 23 травня 1958 року, коли закінчився заряд батарей. Після цього апарат перебував у космосі понад 12 років і зійшов з орбіти над Тихим океаном 31 березня 1970 року, здійснивши понад 58 тисяч обертів.
Супутник виявив радіаційні пояси навколо Землі (пояси Ван Аллена) — одне з важливих відкриттів міжнародного геофізичного року.

## Опис
«Експлорер-1» розроблявся і створювався в Лабораторії реактивного руху (англ. Jet Propulsion Laboratory, JPL) Каліфорнійського технологічного інституту під керівництвом доктора Вільяма Гейварда Пікерінга. Це був другий у світі супутник з науковим обладнанням (перший — Спутнік-2).
Повна маса супутника становила 13,97 кг, з них 8,3 кг приладів (для порівняння — перший радянський «Спутнік-1» важив 83,6 кг). Відсік приладів монтувався у верхній частині четвертого ступеня, і виводився на орбіту разом із ним, тому в різних джерелах наводиться різна маса супутника, яким можуть вважати весь ступінь.
Дані з наукових приладів передавались двома групами антен: передавач потужністю 60 мВт із частотою 108,03 МГц використовував антену Герца, що складалась з двох скловолоконних щілинних антен в корпусі супутника; передавач потужністю 10 мВт із частотою 108 МГц використовував чотири гнучкі антени, розташовані хрестовиною. Супутник не мав записувального пристрою, який не встигли виготовити до запуску, тому дані передавались наживо, а приймальні станції не могли отримувати їх весь час польоту.
Оскільки був доступним невеликий простір і вимагалась невелика маса, розроблялись і виготовлялись прості прилади з використанням транзисторів з германію і кремнію.
Живлення забезпечували ртутно-цинкові батареї, що становили приблизно 40 % маси корисного вантажу.
Ззовні відсік приладів був розфарбований білими й темно-зеленими смугами для створення пасивного температурного контролю.

## Наукові прилади
Наукові прилади для «Експлорера-1» розроблялись і створювались під керівництвом доктора Джеймса Ван-Аллена з університету Айови (англ. University of Iowa):
- Лічильник Гейгера-Мюллера, розроблений доктором Джорджем Людвігом із лабораторії космічних променів університету Айови. Він мав реєструвати протони з E > 30 МеВ і електрони з E > 3 МеВ. Більшість часу польоту лічильник був перенасичений радіацією[1].
- П'ять температурних датчиків (один всередині, три ззовні, один під головним обтічником).
- Акустичний датчик (перетворювач і твердотільний підсилювач), мав реєструвати зіткнення мікрометеоритів (космічного пилу) об корпус, тому розташовувався посередині відсіку приладів і контактував з оболонкою. Ефективна площа відсіку становила 0,075 м², середній поріг чутливості 2,5 × 10−3 г × см/с[2].
- Детектор мікрометеоритів, що складався з 12 паралельно з'єднаних провідників, змонтованих на склопластиковому кільці в нижній частині корпусу паливного відсіку сіткою з чарунками 1×1 см. Кожен провідник складався зі скручених подвійних емальованих дротів з нікелевого сплаву діаметром 17 мкм (21 мкм з ізоляцією). Якби мікрометеорит розміром приблизно 10 мкм вдарив датчик, то пошкодження дроту розірвало б електричний контакт і відбулася б реєстрація зіткнення[2].

## Політ
Для запуску на базі балістичної рідиннопаливної ракети Редстоун створили форсовану версію, названу Юпітер-Сі (англ. Jupiter-C), первісно призначену для військових випробувань зменшених макетів боєголовок. Перероблену для запуску супутника ракету-носій згодом назвали Юнона-1 (англ. Juno I).
Для виведення апарата на орбіту використовувалась зв'язка з 15 твердопаливних ракет Сержант — фактично некерованих реактивних снарядів — з приблизно 20 кг твердого сумішевого палива в кожній. Другий ступінь складався з 11 ракет, третій — з 3, четвертий — з однієї. Вся зв'язка перед стартом розкручувалась електромотором, щоб стабілізуватись в польоті завдяки гіроскопічному ефекту. Супутник обертався з частотою 750 обертів за хвилину.
1 лютого 1958 року ракета-носій вивела супутник на орбіту з перигеєм 358 кілометрів, апогеєм 2550 кілометрів, періодом обертання 114,8 хв.
Ртутно-цинкові батареї живили передавач потужністю 60 мВт 31 добу, а передавач потужністю 10 мВт — 105 діб. Передавання даних припинилося 23 травня 1958 року, коли закінчився заряд батарей. Після цього апарат перебував на орбіті понад 12 років і зійшов з орбіти над Тихим океаном 31 березня 1970 року, здійснивши понад 58 тисяч обертів.

## Результати польоту
Після запуску «Експлорер-1» змінив вісь обертання з поздовжньої на поперечну, здивувавши спеціалістів польоту. Довгастий корпус апарата розроблявся з розрахунку на обертання навколо довгої осі, яка має найменший момент інерції, але після запуску почалась прецесія внаслідок розсіювання енергії, що спричинила гнучка антена, яка вібрувала, і апарат почав обертатись навколо осі з найбільшим моментом інерції. Це підштовхнуло перші докладні дослідження теорії Ейлера про динаміку твердого тіла через майже 200 років.
Іноді прилади фіксували очікувану кількість космічних променів (у середньому 30 за секунду), але іноді показували нуль. В університеті Айови помітили, що всі нульові показники надходили з висот понад 2000 км над Південною Америкою, а очікуваний рівень отримували при проходженні 500 км. Після польоту «Експлорера-3» з'ясувалося, що лічильник Гейгера-Мюллера був перенасичений потужною радіацією від поясу заряджених частинок, впійманих магнітним полем Землі. Цей пояс заряджених частинок нині називається радіаційний пояс Ван Аллена. Відкриття цього поясу було одним з важливих відкриттів міжнародного геофізичного року.
Акустичний датчик зафіксував 145 зіткнень космічного пилу впродовж 78,750 секунд (21 години 52 хвилин), тобто в середньому 29 зіткнень за годину на квадратний метр.